# Травяной узел
Травяно́й у́зел (англ. Grass Bend) — соединяющий временный затягивающийся узел. Состоит из пары полуштыков, которые создают трение друг о друга при затягивании верёвок, прижимая ходовые концы верёвок в середине узла. При затягивании принимает вид, отличный от начального. Используют для связывания вместе стеблей трав, соломы, тростника при плетении. Также подходит для связывания вместе двух концов плоских материалов (лент, ремней, вожжей, шнурков).
Если два ходовых конца прихватывают за два коренных, то в результате тяга перераспределяется на схватки и получают отдельный незатягивающийся узел Reeving-Line Bend — соединение двух тросов двумя полуштыками. Без схваток узел затягивается и становится травяным узлом.
Также, завязав тёщин узел и поменяв местами концы возможно получить травяной узел.

## Способ завязывания
Существуют несколько способов завязывания травяного узла:
- Сложить концы двух верёвок параллельно друг другу; сделать концами колышки; затянуть
- Сделать первую колышку концом одной верёвки; конец другой верёвки вдеть в колышку; сделать вторую колышку концом другой верёвки; затянуть
- Сделать «тёщин» узел; потянуть за коренные концы; поменять местами ходовые концы в узле; затянуть получившийся травяной узел

## Признаки
Плюсы
- Узел — надёжен[18][19][20][21] (если добавлены сто́порные узлы)[22][23][24]
- Легко развязывать (даже после нагрузок, рывков)

Минусы
- Легко ошибиться при завязывании
- Ненадёжен (без стопорных узлов)

## Применение
В быту
- Связывание стеблей трав при плетении
- Связывание вместе концов двух лент, ремней, вожжей, шнурков